# Boulou Ferré
Jean-Jacques „Boulou“ Ferré (* 24. April 1951 in Paris) ist ein französischer Jazzgitarrist.

## Leben
Ferré, der im Alter von sieben Jahren Gitarre spielen lernte, stammt aus einer musikalischen Familie. Sowohl sein Vater Pierre Matelo Ferret und insbesondere sein Onkel Baro Ferret, die ihn zunächst beeinflusst hatten, haben mit dem Quintette du Hot Club de France bzw. mit Django Reinhardt gespielt. Sein Vater achtete bei seinem Gitarrenunterricht darauf, dass sein Sohn ihm nicht nachspielte, sondern eigene Wege des Spiels entwickelte; so übertrug der junge Gitarrist Soli von Charlie Parker auf die Gitarre. Sein weiteres musikalisch-harmonisches Fundament wurde in einem Studium am Pariser Konservatorium bei Olivier Messiaen gelegt.
Boulou machte bereits im Alter von 13 Jahren erste Schallplattenaufnahmen. Eine Schallplatte von 1966 mit Pierre Michelot, Eddy Louiss und Kenny Clarke wurde vom Down Beat mit 4 Sternen bewertet. Später spielte er mit Dizzy Gillespie, Warne Marsh, Dexter Gordon, Chet Baker und Stéphane Grappelli. 1970 nahm er ein facettenreiches Duo-Album mit dem Multiinstrumentalisten Gunter Hampel auf. 1973 trat er mit Bob Reids und Glenn Spearmans Quintett Emergency auf. Sein Corporation Gypsy Orchestra von 1974 weckte die Aufmerksamkeit sowohl von Carlos Santana als auch Frank Zappa. Steve Lacy holte ihn 1975 zu seinem Album Dreams.
Seit den 1980er Jahren spielt Boulou regelmäßig gemeinsam mit seinem jüngeren Bruder, dem Gitarristen Elios Ferré. Dieses eingespielte Duo wird gelegentlich zu größeren Formationen erweitert (beispielsweise um den Bassisten Niels-Henning Ørsted Pedersen oder den Pianisten Alain Jean-Marie). Daneben hat er aber auch ein Trio-Album mit Babik Reinhardt und Christian Escoudé vorgelegt. In seinen virtuosen Improvisationen und komplexen Arrangements stellt Ferré eine Verbindung mit den Errungenschaften zeitgenössischer Musik her. 2006 erhielt er gemeinsam mit seinem Bruder den französischen Django d’Or.

## Diskographische Hinweise
- Boulou with The Paris All Stars – The 13 Year Old Sensation from France (Universal, 1964/2005)[1]
- Gunter Hampel / Boulou Ferré – Espace (Birth Records, 1970)
- Boulou Ferré Trio – Nuages (SteepleChase, 1986), mit Elios Ferré, Jesper Lundgaard
- Boulou & Elios Ferré Live in Montpellier (and Paris) DVD (ed. 2006) mit Lee Konitz[2]
- Solo (JMS 2013, einige Titel mit Elios Ferré, Florin Niculescu, Pierre Boussaguet)
- Boulou Ferré, Elios Ferré, Christophe Astolfi: La bande des trois (2015)
- Boulou & Elios Ferré and Friends: Soir de Paris (2024, Kompilation)